# مونتسلفلد
مونتسلفلد (به آلمانی: Monzelfeld) یک شهر در آلمان است که در برنکاستل-ویتلیش واقع شده‌است. مونتسلفلد ۱٬۲۶۴ نفر جمعیت دارد.